# N.P. Nielsen (skuespiller)
Nicolai Peter Nielsen (født 28. juni 1795 på Frederiksborg Slot, død 13. marts 1860 i København) var en dansk skuespiller og instruktør. Han var første gang gift med Caroline Nielsen (gift Rind, født Walter) og anden gang med Anna Wexschall (født Brenøe).

## Baggrund og militær uddannelse
Nielsen var af sin far, stutmester Frederik C.E. Nielsen (1769-1851) bestemt til officer; tretten år gammel kom han ind på Landkadetakademiet, 1811 blev han løjtnant og 1820 premierløjtnant, men da han ikke længere kunne bekæmpe sin lyst til skuespilkunsten, betroede han sig til Dr. Ryge og aflagde af hensyn til sin stilling i hemmelighed prøve for teaterdirektionen, der straks lovede ham ansættelse med 400 rigsdaler i gage, når han var blevet løst fra sine militære forpligtelser.

## Debut
Kort efter han havde fået sin afskedsbegæring bevilget, debuterede han 12. september 1820 som Axel i Axel og Valborg, og ligesom han havde erobret direktionen, sejrede han nu over publikum; det stod straks klart for alle kyndige, at Nielsen ville blive den rette fremstiller af den nordiske helt og elsker, som teatret hidtil havde savnet, skønt det var tolv år siden, at den første oehlenschlägerske tragedie blev opført. Nielsen besad ikke alene glimrende fysiske skuespilleregenskaber, men kraft og lyrik. Hans unge helte og elskere var ikke forskellige, men idealbilleder af ham selv; uden at eje den inderste lidenskab var de opbrusende i deres heftighed, mandige og ømme i deres kærlighed.

## Roller
Hans skønne stemme vuggede på rytmernes svulmende velklang og hans muskelstærke skikkelse med den ædle holdning og det fritbårne hoved gav tilskuerne det indtryk, at der stod en mand bag de store ord. Derimod lykkedes en rolle som Hamlet ikke for ham, fordi han savnede åndfuldhed i diktionen, og i de store karakterroller: Macbeth, Kong Lear, Hakon Jarl hin Rige og Palnatoke stod han tilbage for Dr. Ryge, hvis lidenskab var dybere. August Bournonville skrev, at Nielsens stemme forholdt sig "til Ryges som det fyldige, men bløde Valdhorn til Kamplurens skarpe gennemtrængende Toner". Dog, selv om samtiden ikke mente, at Nielsen nåede sin forgænger i fremstillingen af disse skikkelser, kom ingen af Nielsens efterfølgere til at stå mål med ham. Han udførte også et stort repertoire i lystspillet, og inden for dette område ydede han sin bedste kunst i ældre roller.
Navnlig i konversationsskuespil af den scribeske skole gengav han på fortrinlig vis en del karakterer af født fornemhed og ridderlig tænkemåde, fyldige markier med et indskrænket åndsliv, men hvis væsen var noblesse og selvtilfredshed (f.eks. markien i Slottet i Poitou), Disse figurer formede han også i sit eget billede, thi Nielsen var i årenes løb selv blevet en festfigur, der levede et selskabeligt liv og talte langt bedre, end han tænkte. Da J.L. Heiberg skrev skuespillersindets psykologi i En Sjæl efter Døden, var Nielsen hans model. Bortset fra høflighedsfraser havde forholdet mellem dem været spændt fra ungdomsdagene, og da Heiberg udnævntes til direktør (1849), blev Nielsens af skiftende luner og upålideligt helbred fremkaldte ansøgninger om afsked et tema, som ofte beskæftigede pressen.
Et par år før han fik sit ønske opfyldt (1855), skrev Heiberg til ministeriet: "Uagtet Theatret maa betragte det som et Tab at miste en i så mange Henseender begavet Skuespiller, som det, alene på Grund af hans udvortes Fortrin, bliver vanskeligt at erstatte, så vil på den anden Side den store Letsindighed, hvormed han behandler sin Kunst, idet han så godt som aldrig memorerer en Rolle, og derved stadigen besværer sine Medspillende, der må bruge alle slags Kunstgreb for at dække hans Usikkerhed og derved redde Stykkernes Virkning, bevirke, at Beklagelsen over hans Afgang bliver mindre". Dog, efter Heibergs afsked knyttedes Nielsen atter til teatret, hvor han optrådte sidste gang 24. februar 1860 som Markien i Kamp og Sejr.

## Hæder og optræden i udlandet
Nielsen var den første danske skuespiller, der blev professor (1855), Ridder af Dannebrog (1850) og Dannebrogsmand (1854), og som modtog fremmede dekorationer. Han optrådte ofte på udlandets scener; 1824 debuterede han som tysk skuespiller i Braunschweig, blandt andet som Coreggio; 1827 optrådte han i München og på Burgtheater i Wien, blandt andet som Axel i Axel og Valborg, senere var han flere gange gæst på scenerne i Christiania, Bergen, Stockholm og Helsingfors, sidste gang 1858.
Han er begravet på Frederiksberg Ældre Kirkegård.